# فوکودومه شیگه‌رو
فوکودومه شیگه‌رو (به ژاپنی: 福留 繁, Fukudome Shigeru); ۱ فوریهٔ ۱۸۹۱ – ۶ فوریهٔ ۱۹۷۱) یک فرمانده در نیروی دریایی امپراتوری ژاپن بود.